# London Bridge Station
London Bridge Station er et stort National Rail- og London Underground-stationskompleks i Southwark-distriktet i det centrale London, der optager et stort område i to niveauer umiddelbart sydøst for London Bridge og 2,6 km øst for Charing Cross. Den er en af verdens ældste jernbanestationer. Set på passagertal er det den fjerdestørste jernbaneterminal i London, men statistikkerne tager ikke højde for det store antal pendlere, der skifter tog på stationen.
Fjerntogsstationen er en af 18 jernbanestationer, der bestyres af Network Rail og er både en stor ende- og skiftestation for Sydlondon. Den har også gennemkørende perronspor for tog fra Sydøstlondon til Charing Cross. Der betjenes over 54 millioner mennesker om året. Adgang til alle perroner foregår gennem billetbomme.
Underground-stationen betjener Jubilee line og Northern lines Bank-gren. Den består af en billethal/indgangsområde med sin hovedfacade på Tooley Street, og har også ind- og udgange på Borough High Street. Der er også adgang til Underground-stationen via rulletrapper fra fjerntogsstationens forhal.
Stationen ligger i takstzone 1. London Bridge er den ene af to jernbaneterminaler i London syd for Themsen, hvor den anden er Waterloo. Derfor er der heller ikke en direkte forbindelse til Circle line.

## Historie
London Bridge Station i Tooley Street, syd for Themsen, er den ældste af Londons jernbaneterminaler, og har haft en meget kompliceret historie med hyppig ombygning og skiftende ejerskab. Der er dog ikke den første station i Londons nuværende metropolitanområde, da London and Greenwich Railway-stationerne i Spa Road (Bermondsey) og Deptford åbnede den 8. februar 1836, mens åbningen af banen indtil London Bridge Station var udskudt til 14. december 1836, grundet forsinkelser i færdiggørelsen af en bro i Bermondsey Street. Fra september 1836 kørte tog helt ind den østlige ende af Bermondsey Street-broen og passagerer gik de sidste ca. 100 m.

### Oprindelig London and Greenwich Railway-station
Den oprindelige station blev bygget med et skråtag med træspær, 17 x 65 m, kort efter åbningen. For færdiggørelsen indgik London and Greenwich Railway en aftale med den foreslåede London and Croydon Railway om at sidstnævnte kunne bruge deres spor fra Corbett's Lane i Bermondsey og om at dele deres station. Greenwichbanen havde dog undervurderet omkostningerne af byggeriet af den lange viadukt, som fører til London Bridge, og var ikke i stand til at bygge en stor nok station til begge selskabers trafik, så i juli 1836 solgte de en grund tilstødende deres station (der stadig var under anlæg) til Croydonbanen, så de kunne bygge deres egen station.

### London and Croydon Railway-station
London and Brighton Railway og South Eastern Railway (SER) planlagde begge også ruter fra London til Brighton og Dover, og det britiske parlament besluttede at London and Greenwich-banen skulle være adgangskorridoren til London fra Sydøstengland. Da disse to jernbaneselskaber blev anmodet om at dele London and Croydon Railways rute fra nær Norwood, som igen delte London and Greenwich Railways rute fra Bermondsey og ind til London Bridge. Som følger heraf fik London and Croydon Railway i 1838 beføjelser til at forstørre stationen, de var ved at anlægge ved London Bridge, selvom den endnu ikke var åbnet.
London and Croydon Railway åbnede deres bane og begyndte at bruge deres station den 5. juni 1839, og London and Brighton Railway tilsluttede sig i juli 1841, efterfulgt af South Eastern Railway i december 1842. Ret hurtigt stod det klart at indkørslen ind til London Bridge ikke var tilstrækkelig til fire selskabers trafik, så mellem 1840 og 1842 udvidede Greenwichbanen den, med en fordobling af antallet af spor til fire. De nye spor, der var tiltænkt Croydon-, Brighton- og South Eastern-togene, blev lagt på sydsiden af den eksisterende Greenwichbane, mens deres station var den nordligste på London Bridge-grunden, hvilket medførte en akavet og potentiel farlig krydsning af hinandens baner. Selskabernes direktører besluttede derfor at bytte stationsgrunde. London and Greenwich Railway overtog den nybyggede London and Croydon Railway-station, mens et nyt fælles udvalg af Croydon-, Brighton- og South Eastern-selskaberne ville nedrive den første station og bygge en ny fælles station på deres grund.

### Fælles station
Planerne for en stor ny station blev udarbejdet og tegningerne blev offentliggjort i The Illustrated London News og George Bradshaws Guide to the London and Brighton Railway (1844). De viste 'en bygning i halv-Italianate stil med et malerisk kampanile'. Den åbnede i juli 1844, mens den kun var delvist færdig, men hændelser gjorde at klokketårnet aldrig blev bygget, og den nye bygning blev kun stående i fem år.
I løbet af 1843 blev South Eastern- og Croydon-selskaberne løbende mere bekymret over London and Greenwich Railways høje priser for brug af stationsindkørslen, og fik parlamentarisk støtte til at bygge deres egen selvstændige bane indtil Sydlondon til en ny station ved Bricklayer's Arms. Denne bane åbnede i 1844 og hovedparten af de to selskabers trafik fra London Bridge ophørte, hvilket efterlod Greenwich- og Brighton-selskaberne på London Bridge Station. Greenwich-selskabet, der var i optil var i økonomiske vanskeligheder, var på randen af konkurs og blev tvunget til at lease deres baner til South Eastern Railway fra januar 1845. De følgende år fusionerede Croydon- og Brighton-selskaberne med andre til at danne London, Brighton and South Coast Railway (LB&SCR). Som følge af fusionen var der nu kun to selskaber, der ønskede at bruge de to tilstødende London Bridge Stationer. Derfor benyttede LB&SCR den ufærdige fælles station indtil 1849, hvor den blev revet ned for at gøre plads til en større station.

### South Eastern Railway-station
SER overtog den anden London and Greenwich-station (der var blevet bygget for London and Croydon Railway) og forsøgte at udvikle grunden, frem for at forsøge at investere i den tidligere fælles station, der var blevet LB&SCR's ejendom. SER-stationen blev derfor ombygget og forstørret mellem 1847 og 1850 efter design af Samuel Beazley. Samtidig blev der foretaget yderligere forbedringer til stationsindkørslerne, med en forøgelse af antallet af spor til seks, der fuldstændigt adskilte de to jernbaners linjer. Ved færdiggørelsen af udvidelsen lukkede SER deres endestation på Bricklayer's Arms for passagerer og lavede grunden til et godsdepot.
London Bridge Station forblev SER's endestation i London indtil 1864, hvor deres station igen blev ombygget, og fem af de eksisterende perronspor blev gjort gennemkørende for at muliggøre forlængelsen af hovedbanen til det centrale London og den nye Charing Cross Station, og i 1866 til Cannon Street Station. I 1899 indgik SER i en fælles arbejdsgruppe med London, Chatham and Dover Railway (LC&DR), der blev til South Eastern and Chatham Railway Companies Joint Management Committee. Udfletninger blev omlagt så tog kunne køre gennem London Bridge til LC&DR's stationer ved Holborn Viaduct og St Pauls.

### London, Brighton and South Coast Railway-station
LB&SCR overtog den ufærdige fælles station, som de rev ned i 1849, og åbnede en midlertidig station i 1850. Denne blev ombygget og forstørret i 1853-54 for at kunne håndtere den nye trafik fra banerne til Sydenham og Crystal Palace. En treetagers kasselignende konstruktion blev rejst, med jernbanens navn indpræget på det øverste rækværk.
I 1859 anmod London, Chatham and Dover Railway til LB&SCR om lov til at køre fra Sydenham til London Bridge, men dette blev nægtet. Der blev dog indgået en billetordning mellem de to selskaber, da LC&DR reklamerede med forbindelser til og fra London Bridge i deres køreplaner for juli 1861 i The Times og Bradshaw's Railway Guide. Denne ordning var dog kort i afventning af anlægget af LC&DR-banen til Holborn Viaduct.
LB&SCR byggede Terminus Hotel ved stationen i 1861, men dette var ikke vellykket grundet beliggenheden ved flodens sydkyst, så det blev til kontorer for jernbanen i 1892.
Parlamentet vedtog i 1862 en lov, hvor LB&SCR fik beføjelser til at forstørre stationen yderligere. I løbet af de næste par år blev der bygget fire yderligere perroner på et tilstødende areal syd for deres eksisterende station til håndtering af den yderligere trafik, der blev genereret af færdiggørelsen af South London Line og andre forstadsbaner til Victoria Station. Denne havde et buetag på 27 x 200 m og var tegnet af J. Hawkshaw og F. D. Banister. I løbet af det 20. århundredes første årti blev LB&SCR-stationen på London Bridge igen forstørret, men generelt forblev London Bridge Station en spredt forvirring.
Stationens kaotiske natur ved århundredeskiftet blev beskrevet i John Davidsons digt, London Bridge:
... Inside the station, everything's so old,
So inconvenient, of such manifold
Perplexity, and, as a mole might see,
So strictly what a station shouldn't be,
That no idea minifies its crude
And yet elaborate ineptitude. ...
LB&SCR elektrificerede South London Line fra London Bridge til Victoria i 1909 med køreledninger. Da dette eksperiment viste sig vellykket, blev andre forstadslinjer fra stationen også elektrificeret, inklusive banerne til Crystal Palace i 1912. Elektrificering af hovedbanen til Croydon var dog ikke fuldendt før 1920, grundet forsinkelser skabt af 1. verdenskrig.

### Southern Railway-station
Da sammenslutningen af jernbaner i det sydlige England dannede Southern Railway i 1923, blev de to tilstødende stationer endeligt underlagt samme ejerskab. Mellem 1926 og 1928 elektrificerede Southern Railway SE&CR's forstadsbaner ved London Bridge med tredjeskinnesystemet, og ændrede de eksisterende LB&SCR-ruter til samme system. Samtidig blev der installeret farvede lyssignaler. Southern Railway elektrificerde Brighton Main Line til Brighton og sydkysten i 1932-33, således at 90 procent af togene på stationen var elektriske i 1936.
Begge London Bridge Stationer blev slemt beskadiget under bombeangreb i The Blitz i december 1940 og primo 1941. Bombeskaderne på de to stationer blev lappet, bortset fra det tidligere Terminal Hotel, som blev benyttet til jernbanekontorer på dette tidspunkt, der blev erklæret usikker og nedrevet.

### British Railways-station
British Railways, der overtog ansvaret for stationen i 1948, fortsatte elektrificeringen af banerne fra London Bridge i løbet af 1950'erne og 1960'erne. I starten af 1970'erne kunne stationen dog ikke længere håndtere de store trafikmængder. Derfor udførte British Rail (som det nu hed) en større renovering af stationen og indkørslerne mellem 1972 og 1978. Dette indebar nye signaler for £21.000.000 og en ny stationsforhal designet af N. D. T. Wikeley, der var regional arkitekt for British Rail Southern. Denne blev åbnet den 14. december 1978. Der blev tilføjet nye markiser over de tidligere SER-perroner, men det buede Brighton-tag blev bevaret. Renoveringen er blevet beskrevet som "en af de bedste stationsombygninger i nyere tid i Storbritannien."

## National Rail
De gennemkørende perronspor, 1-6, ligger i stationens nordlige side. Spor 1-3 betjenes af tog, der starter og slutter på Cannon Street. Tog til og fra Charing Cross bruger spor 4-6 og et overhalingsspor syd for spor 6. Spor 5 og 6 betjenes også af First Capital Connects Thameslink-tog mellem Bedford og Brighton via Luton, St Albans, St Pancras International, Farringdon, City Thameslink, Blackfriars og Gatwick Airport. Spor 6 er den travleste jernbaneperron i Europa, på grund af nødvendigheden for at sende alle tog mod Charing Cross og Blackfriars gennem denne.
Vendesporene, 8-16, er i stationens sydlige side og betjenes mest af Southerns tog til Sydlondon og sydkysten.
- London Bridge udefra
- London Bridge indvendigt
- National Rail vendespor
- Gennemkørende perronspor

### Betjeninger
Pr. december 2010 er stationens typiske betjeningsmønster udenfor myldretiden:
First Capital Connect
- 4 tog pr. time til Bedford
- 4 tog pr. time til Brighton (2 tog er semi-hurtige og 2 tog er stoptog)

Southeastern
- 16 tog pr. time til London Charing Cross
- 14 tog pr. time til London Cannon Street
- 2 tog pr. time til Dartford via Greenwich
- 2 tog pr. time til Slade Green via Greenwich
- 2 tog pr. time til Crayford via Greenwich og videre til Cannon Street via Sidcup
- 2 tog pr. time til Dartford via Bexleyheath
- 2 tog pr. time til Barnehurst via Bexleyheath
- 2 tog pr. time til Hayes undvigende Lewisham
- 2 tog pr. time til Hayes via Lewisham
- 2 tog pr. time til Gravesend via Sidcup
- 2 tog pr. time til Slade Green via Sidcup og videre til Cannon Street via Greenwich
- 2 tog pr. time til Gillingham via Lewisham og Woolwich Arsenal
- 2 tog pr. time til Orpington via Lewisham
- 2 tog pr. time til Sevenoaks via Orpington
- 2 tog pr. time til Tunbridge Wells via Sevenoaks
- 2 tog pr. time til Hastings via Tunbridge Wells
- 1 tog pr. time til Dover og Canterbury West, der deles på Ashford International
- 1 tog pr. time til Ramsgate via Dover og Canterbury West, der deles på Ashford International

Southern
Alle dage:
- 2 tog pr. time til London Victoria via Peckham Rye
- 2 tog pr. time til London Victoria via Crystal Palace
- 2 tog pr. time til West Croydon via Streatham
- 2 tog pr. time til Caterham via New Cross Gate
- 2 tog pr. time til Tattenham Corner
- 2 tog pr. time til Beckenham Junction via Crystal Palace
- 2 tog pr. time til Horsham via Redhill
- 1 tog pr. time til Uckfield via Oxted
- 1 tog pr. time til Tonbridge via Redhill
- 1 tog pr. time til Reigate via Redhill

Kun hverdage:
- 2 tog pr. time til Brighton via Haywards Heath
- 2 tog pr. time til Sutton via West Croydon
- 4 tog pr. time til Littlehampton via Hove

| Foregående station                       |  | National Rail                                                                          |  | Efterfølgende station                                               |
| ---------------------------------------- |  | -------------------------------------------------------------------------------------- |  | ------------------------------------------------------------------- |
| London Blackfriars                       |  | First Capital Connect Thameslink                                                       |  | East Croydon                                                        |
| London Cannon Street eller Waterloo East |  | Southeastern South Eastern Main Line                                                   |  | Sevenoaks / Orpington / Rochester eller Chatham (Kun i myldretiden) |
| London Cannon Street eller Waterloo East |  | Southeastern Greenwich Line                                                            |  | Deptford                                                            |
| London Cannon Street eller Waterloo East |  | Southeastern South Eastern Main Line                                                   |  | New Cross eller Lewisham eller Ladywell eller Hither Green          |
| Endestation                              |  | Southern London Bridge til Tonbridge via East Croydon og Redhill                       |  | Norwood Junction                                                    |
| Endestation                              |  | Southern Brighton Main Line                                                            |  | Norwood Junction eller East Croydon                                 |
| Endestation                              |  | Southern Tattenham Corner Line                                                         |  | Norwood Junction eller East Croydon                                 |
| Endestation                              |  | Southern Caterham Line/South London Line (ydre)                                        |  | New Cross Gate                                                      |
| Endestation                              |  | Southern South London Line (indre)London Bridge til West Croydon og Beckenham Junction |  | South Bermondsey                                                    |

## London Underground
Underground-stationen er mellem Borough og Bank på Northern line, og mellem Southwark og Bermondsey på Jubilee line. Stationen er den sjette travleste i Underground-netværket og er den eneste station i London Underground-netværket med "London" i sit navn (mens National Rail-terminalerne for eksempel hedder "London Waterloo" og den tilknyttede Underground-station kun hedder "Waterloo").
Oprindeligt kørte Northern line-tog til en endestation i King William Street undvigende London Bridge, men anlægget af en ny station ved Bank, der gav større kapacitet og tillod en nordlig forlængelse, krævede en ny tunnellinjeføring, og gav mulighed for en station ved London Bridge. Stationens indgang lå oprindeligt ved Three Castles House på hjørnet af London Bridge Street og Station Approach, men er siden blevet flyttet til Borough High Street og Tooley Street. Northern line-perronerne blev ombygget i slutningen af 1990'erne for at forstørre perron- og cirkulationsområderne i forberedelse for åbningen af Jubilee line.
Northern line-stationen åbnede den 25. februar 1900 som en del af City & South London Railways (C&SLR) nye rute fra Borough til Bank og Moorgate.
Jubilee line-stationen åbnede den 7. oktober 1999 som en del af Jubilee lines forlængelse, selvom tog havde kørt gennem uden stop i en måned op til. For at gøre anlægget af Jubilee line muligt, var der i de omkringliggende gader store ledningsomlægninger i flere måneder. Der blev lavet en ny billethal i buerne under fjerntogsstationen, hvilket gav bedre skiftemuligheder. Under udgravningerne blev en række af romerske levninger fundet, heriblandt keramik og brudstykker af mosaik. Nogle af disse levninger er udstillet på stationen. Jubilee line-perronerne er blevet udstyret med perronafskærmning som de øvrige stationer på forlængelsen.
Der er to perroner på hver bane og to primære sæt rulletrapper til og fra billethallen i Tooley Street. Alle fire perroner har trinfri adgang fra ind- og udgangen i Borough High Street.
| Foregående station    |  | London Underground |  | Efterfølgende station                                        |
| --------------------- |  | ------------------ |  | ------------------------------------------------------------ |
| Southwarkmod Stanmore |  |                    |  | Bermondseymod Stratford                                      |
| Boroughmod Morden     |  | Bank-gren          |  | Bankmod Edgware, Mill Hill East eller High Barnet (via Bank) |

## River Service/London Bridge City Pier
London River Services' London Bridge City Pier i Themsen ligger en anelse nord for stationen. Den betjenes af Thames Clipper-flodbåde til Canary Wharf, Greenwich og The O2 mod øst og Embankment mod vest.
| Foregående station               |  | London River Services |  | Efterfølgende station                          |
| -------------------------------- |  | --------------------- |  | ---------------------------------------------- |
| Bankside Piermod Embankment Pier |  | Commuter Service      |  | Tower Millennium Piermod Woolwich Arsenal Pier |

## Transportforbindelser
Der er en busstation i stationens forgård.
London buslinje 17, 21, 35, 40, 43, 47, 48, 133, 141, 149, 171, 343, 381 og natbuslinje N21, N35, N47, N133, N343 og N381 betjener stationen.

## Fremtid

### Stationsombygning
London Bridge Station vil gennemgå en større omdannelse, som en del af et bredere projekt, kaldet Masterplan, så stationen kan håndtere 12-vogns-tog og skabe mange andre fordele, som en del af Thameslink-programmet. Tre vendespor lukkes og tre nye gennemgående perronspor skabes for at gøre det muligt at køre yderligere tog videre til enten Cannon Street eller Charing Cross, eller til Blackfriars og videre via Thameslink-ruten.
En ny stationsforhal bygges for at forbedre cirkulation. Dette kræver nedrivning af murstenshvælvinger mellem Stainer og Weston Streets, der selv bliver del af den nye forhal, og derfor spærres for gennemkørsel. Rummet der frigives i den eksisterende forhal giver Network Rail mulighed for at udvide den tilstødende busstation, og nye detailbutikker vil blive bygget i den eksisterende vestlige arkade, der genåbnes og forlænges til Underground-stationen og Joiner Street.
Arbejdet vil begynde i 2013 og forventes først fuldendt i 2018. Under arbejderne forventes det, at Thameslink-togene omledes via Herne Hill og vil ikke standse på London Bridge.
Forøgelsen af antallet af gennemkørende perronspor vil også give London Bridge mulighed for at fungere som endestation ved sporarbejder for tog, der kommer fra vest. For at gøre plads til ændringerne bliver den nordlige væg i endestationens bevaringsværdige banegårdshal revet ned og erstattes med en ny støttemur, og bevaringsværdige dele af taget over vendesporene bliver afmonteret og opbevaret.

## Ulykker
Der er registreret 36 jernbaneulykker på London Bridge, den første den 6. december 1850 og den seneste 22. oktober 1956, men kun et fåtal af disse har involveret dødsfald. De værste ulykker er som følger:
- Den 1. februar 1884 kolliderede 12:05-afgangen fra London Bridge til Victoria, trukket af LB&SCR Terrier nr. 71 Wapping, med en D1-tenderlokomotiv, der fejlede ved udkørsel fra perron. To vogne blev afsporet.[33]

- Den 27. november 1895 kolliderede et lokaltog, trukket af LB&SCR Terrier nr. 70 Poplar, med en stopbom.[33]

- Den 23. januar 1948 kl. 09:30 fik et tog, bestående af et 6PAN- og en 6PUL-enhed, der havde udgjort dagens 08:05-afgang fra Seaford og 07:30-afgang fra Ore, tilladelse til at trække frem til et signal, hvor det skulle stoppe. I stedet kørte det forbi signalet og kolliderede med en hastighed på mellem 24 og 32 km/t med det tomme materiel, der havde kørt 08:20-afgangen fra Brighton. Dette tog bestod af to 6PAN-enheder. Toget der blev ramt var tvunget gennem stopbommen og rev en aviskiosk ned. Tre personer blev dræbt og 34 kom til skade.[34]

Den 8. januar 1999 skete en større ulykke ved Spa Road Junction, en kort afstand fra stationen.